# Bogenhausener Vertrag
Der geheime Bogenhausener Vertrag war ein im Jahr 1805 geschlossener Vertrag zwischen dem Kurfürstentum Bayern und Frankreich. Er führte zur Entstehung des Königreichs Bayern.

## Vorgeschichte
Zum Zeitpunkt des Regierungsantritts von Maximilian IV. Joseph war das Kurfürstentum Kurpfalz-Bayern territorial zersplittert. Ober- und Niederbayern bildeten mit weiten Teilen der Oberpfalz zwar ein zusammenhängendes Herrschaftsgebiet, weitere Gebiete wie die Kurpfalz und die Herzogtümer Jülich-Berg lagen jedoch weit vom bayerischen Kerngebiet entfernt. Diese Territorien gingen im Frieden von Lunéville 1801 großenteils verloren. Gleichzeitig konnte der Kurfürst durch den Reichsdeputationshauptschluss sein Kernland durch umliegende Gebiete erweitern. 1803 verlor Bayern jedoch auch den rechtsrheinischen Teil der Kurpfalz mit Mannheim und Heidelberg.
Österreicher und Bayern unterlagen in der Schlacht bei Hohenlinden im Jahre 1800 den Franzosen. In der Folgezeit sah man sich mit dem Expansionsdrang Napoleons konfrontiert. Als sich 1805 erneut eine Koalition gegen Frankreich bildete, musste auch das Kurfürstentum Bayern handeln.

## Vertragsschluss und Inhalt
Als Napoleon nach langem Drängen Maximilian nur noch die Wahl ließ zwischen einem Bündnis mit Frankreich oder der Eröffnung des Kriegs auch gegen Bayern und als österreichische Truppen bereits auf die bayerische Grenze zumarschierten, als also Bayern in die Gefahr geriet, Aufmarschgebiet beider Kriegsparteien zu werden, da entschloss sich der Kurfürst endlich zu dem Abkommen mit Frankreich. Er wäre lieber neutral geblieben, sah aber schließlich ein, dass er sich der realistischen Beurteilung der Situation durch seinen Konferenzminister Freiherr Maximilian von Montgelas anschließen musste. So kam es am 25. August 1805 in der Wohnung des erkrankten Montgelas, dem Gartenhaus Bogenhausen, zum Abschluss der Allianz. Auf bayerischer Seite unterzeichnete Freiherr von Montgelas den Vertrag, in welchem Bayern den Einmarsch französischer Truppen erlaubte und sein Bündnis mit Österreich und Russland beendete. Die beiden Vertragsparteien gewährten sich in militärischen Konflikten gegenseitig Beistand. Frankreich sollte 100.000 und Bayern 20.000 Soldaten stellen, die im Bündnisfall unter französischem Oberbefehl stehen würden. Außerdem wurde festgelegt, dass Bayern keinen Separatfrieden mit dem Gegner schließen dürfe und Napoleon für Lieferungen Bayerns an seine Soldaten bezahlen sollte, solange sie sich auf bayerischem Gebiet befänden. Bayern garantierte in dem Vertrag Frankreich die in Besitz genommenen Territorien in Italien, der französische Kaiser Bayern den aktuellen Besitzstand, wie er vom Reichsdeputationshauptschluss 1803 festgelegt worden war. Damit konnte Bayern seine beträchtlichen Gebietsgewinne in Franken und Schwaben sichern. Ferner verzichtete Napoleon auf eine Expansion auf rechtsrheinisches Gebiet und sagte zu, sich für einen weiteren angemessenen Gebietszuwachs zugunsten Bayerns einzusetzen.
Der Kurfürst zögerte mit der endgültigen Ratifizierung des Vertrags, sah sich aber schließlich dazu gezwungen, als der österreichische Feldmarschallleutnant Karl Philipp zu Schwarzenberg mit 200 Husaren in Schloss Nymphenburg einfiel und mit ultimativen Drohungen den Anschluss der bayerischen an die österreichischen Truppen forderte. So ratifizierte der nach Würzburg geflohene Maximilian den Vertrag am 28. September 1805 und ließ die bayerischen Truppen, ca. 30.000 Soldaten, noch am Tag der Ratifizierung an die französische Armee anschließen.

## Folgen
Primäre Folge des Vertrages war die militärische Unterstützung Napoleons durch Bayern. Bayerische Truppen unter General Wrede kämpften bei Iglau in Böhmen gegen die Österreicher, was zum gleichzeitigen französischen Sieg bei Austerlitz am 2. Dezember 1805 beitrug.
In der Folge belohnte Napoleon den Kurfürsten im Frieden von Pressburg am 26. Dezember 1805. Bayern erhielt die von Österreich abgetretenen Grafschaften Tirol und Vorarlberg. Zudem wurde im Punkt VII des Friedensvertrags dem Kurfürsten die Königswürde zuerkannt: „Die Kurfürsten von Baiern und Würtemberg nehmen den Königstitel an, ohne jedoch aufzuhören, Glieder des deutschen Bundes zu seyn. Se. Majestät der Kaiser von Deutschland und Oesterreich erkennt sie in dieser Würde.“